# Maxime Vorobiov
Pour les articles homonymes, voir Vorobiov.
Maxime Nikiforovitch Vorobiov (en russe : Максим Никифорович Воробьёв), né le 17 août 1787 à Pskov et mort le 11 septembre 1855 à Saint-Pétersbourg, est un peintre russe.

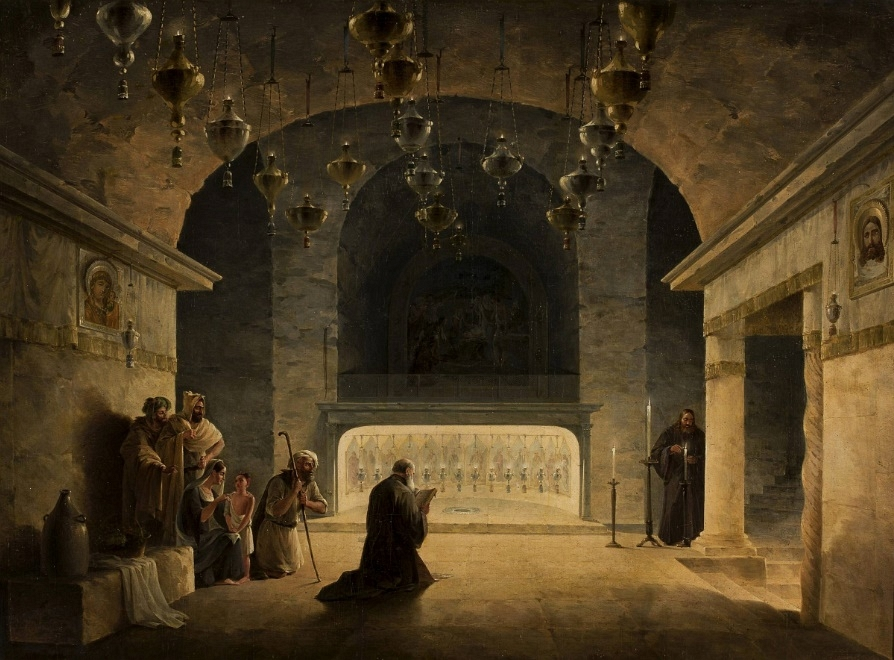
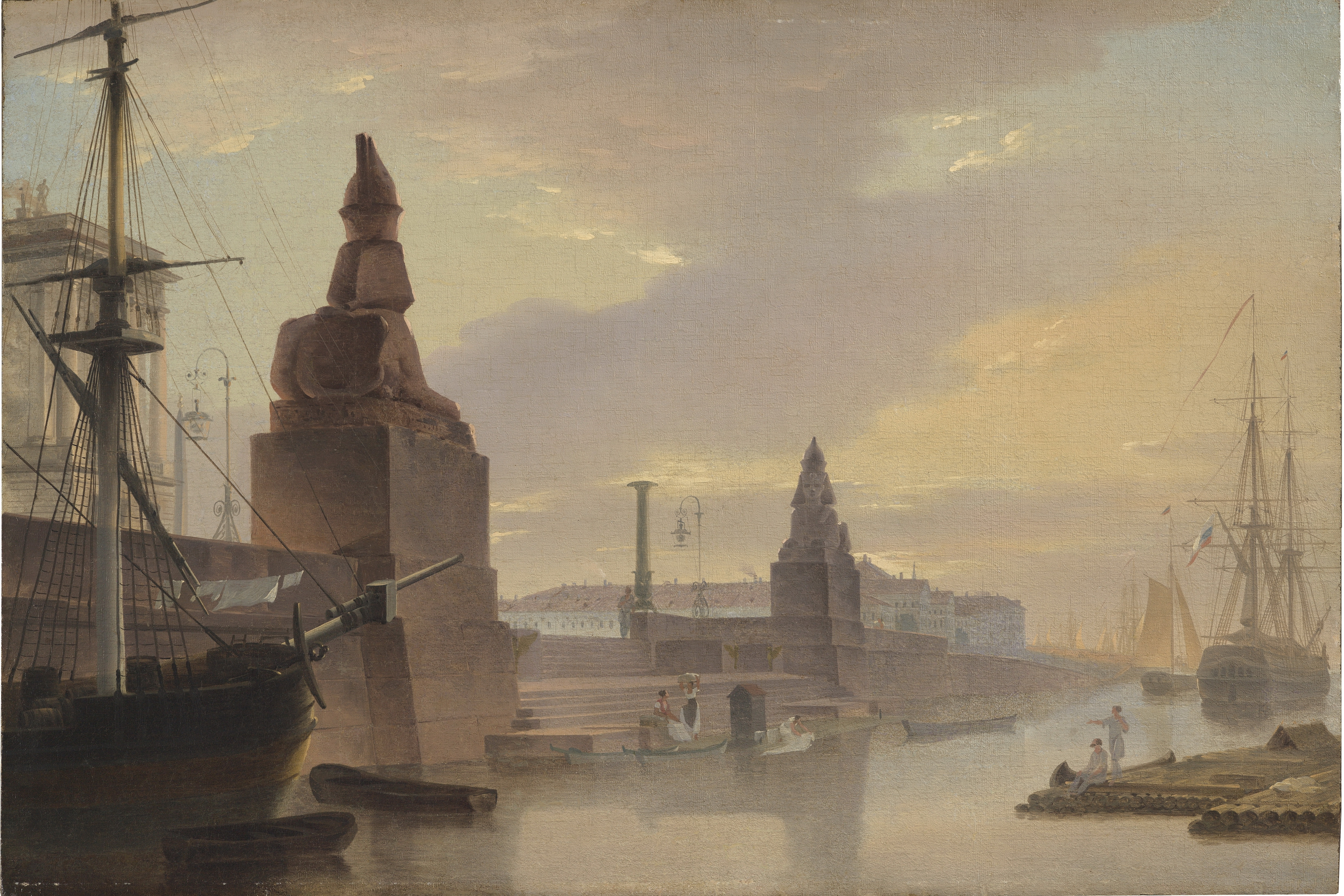
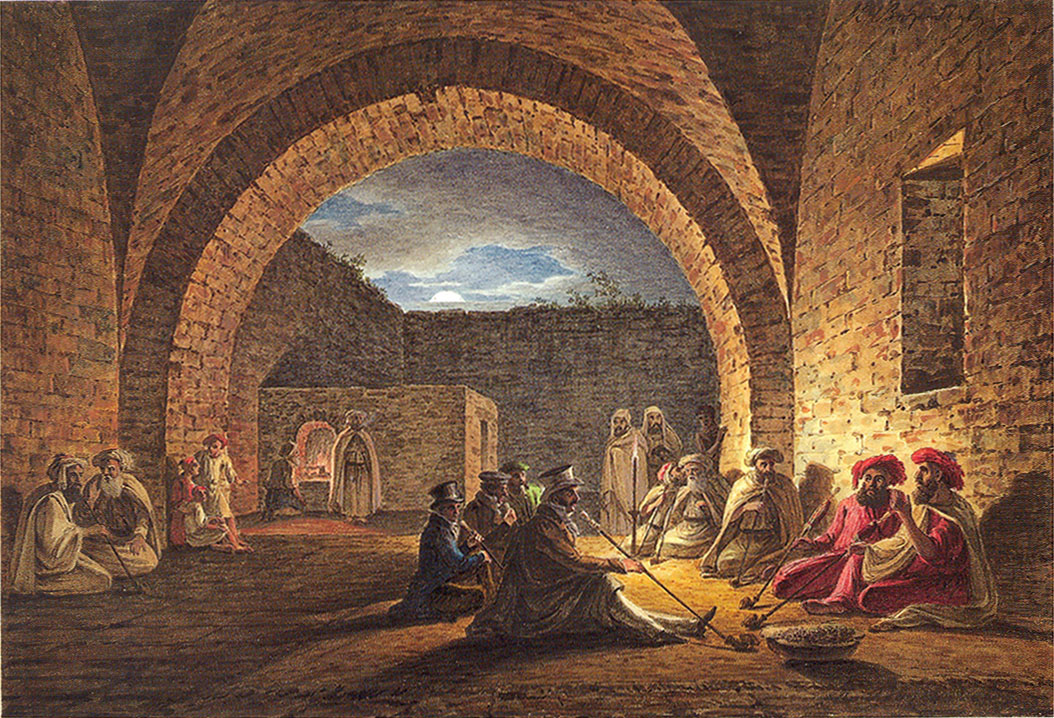
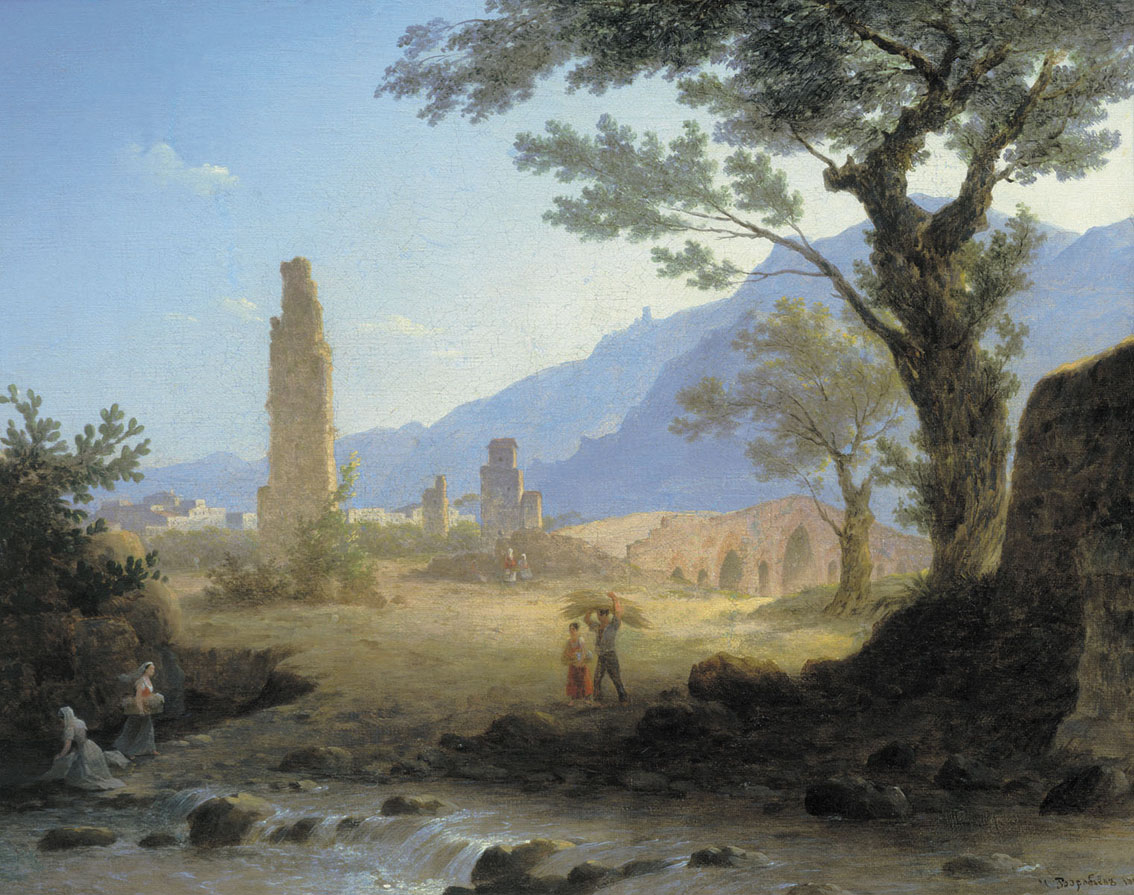
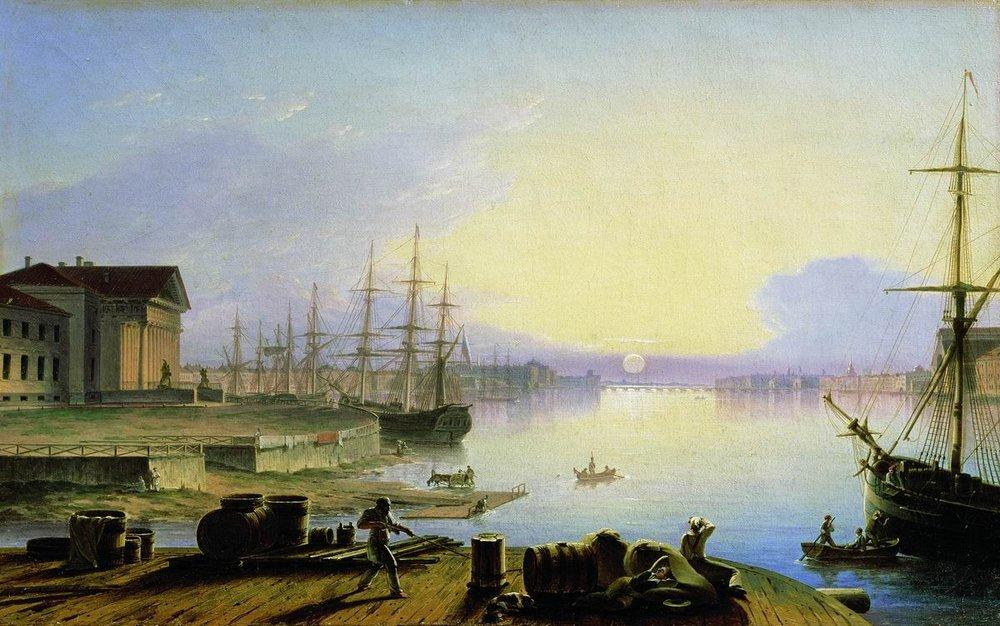